# Żywienie pozajelitowe

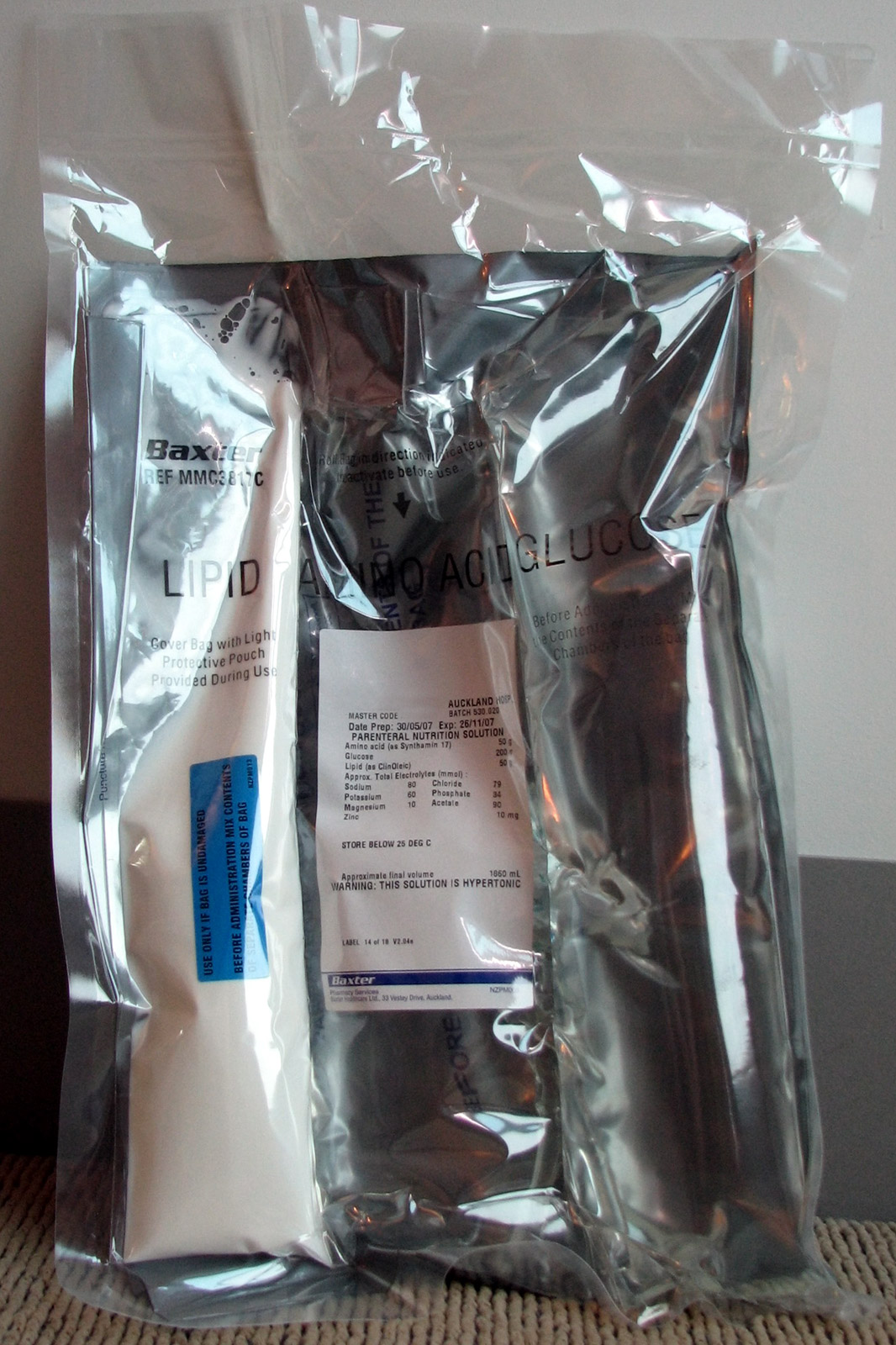
Mieszanina do żywienia pozajelitowego

Żywienie pozajelitowe, żywienie parenteralne – jedna z form leczenia żywieniowego, które polega na podawaniu składników odżywczych (węglowodanów i tłuszczów), białka, wody, elektrolitów oraz pierwiastków śladowych drogą dożylną:
- poprzez żyły obwodowe po uzyskaniu dostępu dożylnego za pomocą wenflonu lub
- poprzez żyłę główną przy pomocy specjalnie założonego cewnika.

Podstawowe zasady projektowania żywienia pozajelitowego zostały opracowane w latach 1967–1968.
Dostarczanie drogą dożylną wszystkich niezbędnych składników, wchłanianych w normalnych warunkach przez przewód pokarmowy, nazywa się całkowitym żywieniem pozajelitowym.

## Wskazania
Wskazaniami do wdrożenia żywienia pozajelitowego są sytuacje gdy żywienie drogą jelitową jest niemożliwe, niewystarczające lub niewskazane.
Żywienie pozajelitowe wprowadza się:
- w rozległych oparzeniach, szczególnie gdy dotyczą przewodu pokarmowego
- u dzieci z wadami wrodzonymi układu pokarmowego oraz u wcześniaków, u których przewód pokarmowy nie jest wystarczająco rozwinięty,
- w okresie chemioterapii i radioterapii (w niektórych przypadkach)
- w śpiączce i innych przypadkach pozostawania przez dłuższy czas w stanie utraty świadomości
- w niedrożności przewodu pokarmowego, w przetokach przewodu pokarmowego.
- w okresie okołooperacyjnym u chorych niedożywionych lub wyniszczonych
- w zespole jelita krótkiego
- w zaburzeniach wchłaniania jelitowego, w chorobie Leśniowskiego-Crohna
- w ostrym zapaleniu trzustki
- niekiedy w leczeniu ciężkich przypadków anoreksji i bulimii

Decyzja odnośnie do wdrożenia odżywiania pozajelitowego w związku z różną tolerancją na głodowanie musi być rozważona pod kątem każdego pacjenta z osobna.

## Zawartość mieszanek do żywienia pozajelitowego
Mieszanki do żywienia pozajelitowego, a szczególnie do całkowitego żywienia pozajelitowego, muszą dostarczać organizmowi wszystkich niezbędnych do życia elementów. Gotowa mieszanka musi zatem zawierać: węglowodany, tłuszcze (w postaci emulsji), aminokwasy, wodę, elektrolity oraz pierwiastki śladowe. Proporcje odpowiednich substancji powinny być tak zbilansowane, żeby wszystkie podane składniki mogły być w pełni wykorzystane. Jednocześnie należy zachować odpowiednie proporcje kaloryczności w podanym pokarmie – przyjmuje się, że podana ilość węglowodanów i tłuszczu powinna zaspokoić w pełni potrzeby energetyczne chorego, tak, żeby aminokwasy nie były zużywane jako substrat energetyczny. Energia pochodząca z tłuszczu powinna stanowić 20–40% całkowitej energii uzyskiwanej z porcji pokarmu. Emulsje tłuszczowe były dawane oddzielnie, ale w ostatnich czasach coraz bardziej powszechne staje się łączenie roztworu glukozy, białek i tłuszczów podawanych „trzy w jednym”.

### Węglowodany
Najlepszym i najczęściej stosowanym źródłem węglowodanów jest roztwór glukozy. W całkowitym żywieniu pozajelitowym, dorosłemu człowiekowi należy podać ok. 500-600g glukozy na dobę. Stosuje się roztwory 10, 20, 40 i 50 procentowe. Energia pochodząca z węglowodanów powinna stanowić 60–80%.
Poza glukozą niekiedy stosuje się inne cukry i alkohole cukrowe: fruktozę, sorbitol, ksylitol.

### Tłuszcze
Emulsje tłuszczowe stanowią w żywieniu pozajelitowym źródło energii oraz nienasyconych kwasów tłuszczowych niezbędnych do syntez biologicznych. Energia pochodząca z tłuszczu powinna stanowić 20–40%. W skład emulsji tłuszczowych do żywienia pozajelitowego wchodzą między innymi: kwas linolenowy, kwas eikozapentaenowy, kwas linolowy, kwas arachidonowy, kwas oleinowy oraz kwasy nasycone takie jak: kwas palmitynowy, kwas stearynowy, kwas mirystynowy i kwas laurynowy. Substancje te pozyskuje się z naturalnych olejów roślinnych i zwierzęcych, np. z oleju sojowego, kokosowego, rybiego.
Emulsje tłuszczowe do podawania dożylnego, jak wszystkie płyny infuzyjne muszą być jałowe, apirogenne i izoosmotyczne (260–270 mOsm/l). Odczyn (pH) powinien mieścić się w przedziale od 6,5 do 8,5. Ponadto wymaga się aby kropelki tłuszczu nie miały średnicy większej od 1μm.
Jako emulgatory (niezbędne do utrzymywania trwałości emulsji) stosuje się fosfolipidy jaja kurzego. Do preparatów dodaje się α-tokoferol jako przeciwutleniacz.

### Aminokwasy
Stosuje się roztwory wyłącznie syntetycznych L-aminokwasów. W składzie mieszaniny znajduje się najczęściej 18 aminokwasów w ilościach i proporcjach takich jak w białku ustrojowym lub białku o dużej wartości biologicznej np. jaja kurzego. Ten wyjściowy skład może być modyfikowany w zależności od potrzeb pacjenta, np. wcześniakom podaje się dodatkowo taurynę, chorym z niewydolnością wątroby zmniejsza się zawartość aminokwasów metabolizowanych w wątrobie i jednocześnie zwiększa się zawartość aminokwasów będących produktem tego metabolizmu.

### Elektrolityipierwiastki śladowe
Podaje się wszystkie niezbędne do życia pierwiastki, najczęściej w postaci soli.
Elektrolity: NaCl, KCl, MgSO4, CaCl2, fosforany (np. glicerofosforan sodu lub KH2PO4 + Na2PO4).
Pierwiastki śladowe: Fe, Zn, Cu, Mn, Mo, Se, Cr, F, I.
Dodaje się również witaminy rozpuszczalne w tłuszczach i rozpuszczalne w wodzie.

### Woda
Używa się wyłącznie wody do wstrzyknięć, spełniającej wszystkie wymagania płynów infuzyjnych. Woda musi być podana w ilości wystarczającej do pokrycia wszystkich potrzeb: wytwarzania moczu, ewentualnej biegunki i wymiotów czy gorączki (podaje się dodatkowe 360ml na każdy 1 °C gorączki).

## Przygotowanie mieszanek do żywienia pozajelitowego
Preparaty przeznaczone do żywienia pozajelitowego są szczególnie podatne na rozwój drobnoustrojów, stanowią bowiem doskonałą pożywkę dla szerokiego spektrum mikroorganizmów. Z tego względu, przygotowanie mieszanin do żywienia powinno być przeprowadzane przez wykwalifikowany personel farmaceutyczny i musi odbywać się w warunkach aseptycznych, w specjalnym, regularnie dezynfekowanym pomieszczeniu do tego celu, zaopatrzonym w lożę z nawiewem laminarnym jałowego powietrza. Używa się wyłącznie jałowych składników i sprzętu.

## Powikłania
Powikłania dzielą się na związane z obecnością cewnika oraz metaboliczne. Do powikłań cewnikowania zalicza się odmę opłucnową, przypadkowe nakłucie tętnicy i związana z obecnością cewnika posocznica. Częstość powikłań w momencie założenia nie powinna wynosić więcej niż 5%. Infekcje związane z cewnikiem mogą być zminimalizowane przez właściwy wybór cewnika i techniki jego założenia. Do powikłań metabolicznych zalicza się hipokaliemię, hipofosfatemię i hipomagnezemię we krwi. Hiperglikemia często występuje na początku terapii, ale może być leczona insuliną dołączoną do żywienia pozajelitowego. Hipoglikemia może prawdopodobnie wystąpić po nagłym przerwaniu żywienia pozajelitowego. Ogólnie, pacjenci otrzymujący żywienie pozajelitowe mają wyższe ryzyko powikłań infekcyjnych. Może to wiązać się z hiperglikemią.
Przy konieczności długotrwałego stosowania żywienia pozajelitowego preferowany jest dostęp przez żyłę główną, gdyż podawanie substancji odżywczych do żył obwodowych wiąże się z ryzykiem wystąpienia zapalenia żył. Do innych powikłań żywienia pozajelitowego należą: priapizm, a także rzadko znacznego stopnia dysfunkcja wątroby.